# Fettcell

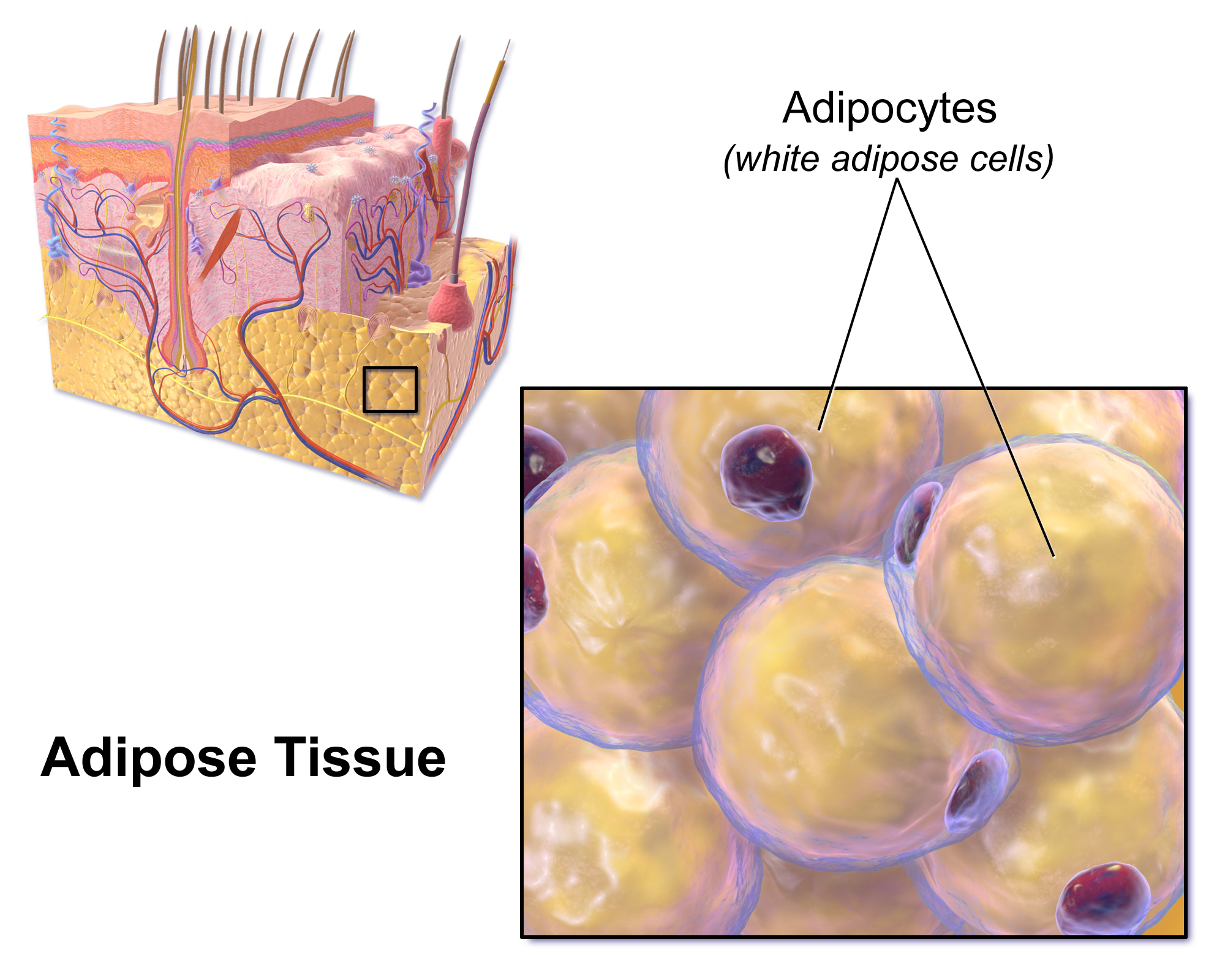
Fettcell

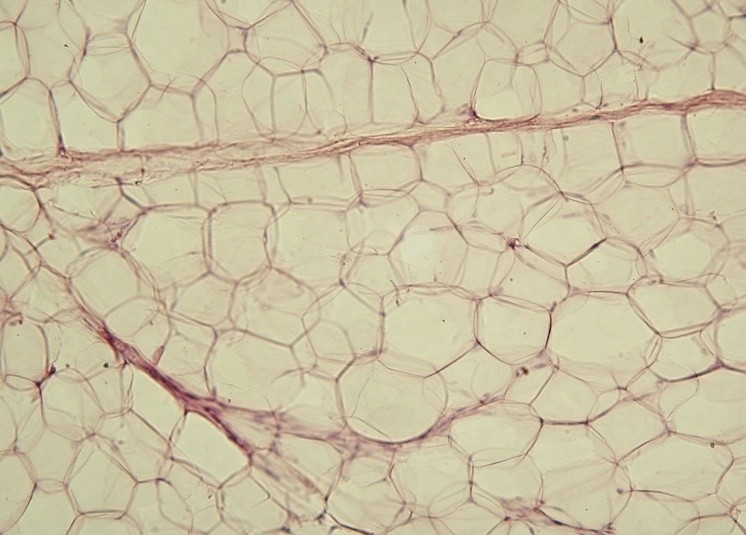
Adipocyter (vit fettväv) i paraffin. I histologiska snitt har fettdroppen lösts upp under förberedningen av preparatet.

Fettceller eller adipocyter är de celler som i kroppen specialiserats på att lagra in fett i form av triacylglyceroler i droppar i cytosolen, vilka kan ta upp en stor del av cellen och tränga undan cellkärnan. Fettet fungerar både som energi och isolering i kroppen och kan vid behov frisättas. Fettcellerna bildar adipös vävnad (fettvävnad). Feta personer har både fler och större fettceller än normalviktiga. Fettcellerna försvinner dock inte vid viktminskning. De minskar i storlek, men finns kvar i samma antal .

## Olika typer av fettceller
Det finns i huvudsak två olika typer av fettceller
- Vita fettceller, vanligt fett med celler som innehåller stora fettdroppar och liten cytosol. Adipocyten, den vita fettcellen, finns subcutant företrädesvis i abdomen men också runt organen för dess upphängning och som skydd. Adipocyten består av en cell som innehåller bara en fettdroppe (uniloculär) och excentrisk cellkärna. Fettdroppen innehåller triglycerider. Den vita fettcellen fungerar som näringsdepå, energilagring, isolerande och stötdämpande, som under fotsulan. Dessutom är vita fettceller ett endokrint organ, som bland annat utsöndrar hormonerna leptin och adiponektin.
- Bruna fettceller (som bygger upp brunt fett) innehåller inte så mycket fett, men däremot mycket mitokondrier (vilket ger den bruna färgen) som "går på tomgång" genom att enzymet termogenin orsakar en frikopplad oxidativ fosforylering, vilket genererar värme. Bruna fettceller finns främst hos spädbarn, där de främst sitter på ryggen kring skuldrorna, samt på bröstkorgen. Hos vuxna individer finns de bland annat i mindre mängder runt aorta. Den bruna fettcellen är multiloculär, det vill säga har flera lipiddroppar till skillnad från den vita adipocyten.